# 哈瓦那 (佛罗里达州)
哈瓦那（英語：Havana），是美国佛罗里达州加茲登縣下属的一座城镇。建立于1907年。面积约为4.8平方公里（约合1.9平方英里）。根据2010年美国人口普查，该市有人口1,811人。论人口在本州排行第292。